# Nozay (Loira Atlántico)
 Nozay  es una población y comuna francesa, situada en la región de Países del Loira, departamento de Loira Atlántico, en el distrito de Châteaubriant y cantón de Nozay.

## Demografía
| 3349 | 3242 | 3237 | 3158 | 3050 | 3155 |
| Para los censos de 1962 a 1999 la población legal corresponde a la población sin duplicidades (Fuente: INSEE [Consultar]) |      |      |      |      |      |